# آیکن (ایلینوی)
آیکن (به انگلیسی: Aiken) یک منطقهٔ مسکونی در ایالات متحده آمریکا است که در ایلینوی واقع شده است. آیکن ۱۹۵٫۹۹ متر بالاتر از سطح دریا قرار دارد.